# 纤枝兔儿风
纤枝兔儿风（学名：Ainsliaea gracilis）是菊科兔儿风属的植物，为中国的特有植物。分布于中国大陆的广西、湖南、湖北、江西、广东、贵州、四川等地，生长于海拔400米至1,640米的地区，多生在山地丛林以及涧旁石缝中，目前尚未由人工引种栽培。
其种加词来源于拉丁文“gracilis”，意为“纤细的”。